# Обсерваторія Улупинар
Обсерваторія Улупинар (тур. ÇOMÜ Ulupınar Gözlemevi) — астрономічна обсерваторія в Туреччині, створена у 2001 році та офіційно відкрита 19 травня 2002 року. Вона також відома як обсерваторія Чанаккале (тур. Çanakkale) або університетська обсерваторія, оскільки є частиною університету в Чанаккале (тур. Çanakkale Onsekiz Mart Üniversitesi, ÇOMÜ).
Телескопи обсерваторії включають як аматорські моделі (ньютонівський телескоп T-20 з діаметром в 200 мм), так і складні сучасні моделі, що використовуються для наукових досліджень (телескоп системи Несміта з апертурою 122 см).

## Розташування
Обсерваторія розташована на висоті 410 м на південному схилі гори Radar Tepesi біля села Улупинар, за 10 км на південний схід від центру міста Чанаккале. Відстань до головного кампусу університету Чанаккале становить 5 км. Будівля вміщує як саму обсерваторію, так і її додаткові приміщення: кімнати для дослідних центрів, бібліотеку, майстерню, класну кімнату, конференц-зал, а також — житлові приміщення для спостерігачів-астрономів, що вночі працюють на телескопах.

## Історія
Обсерваторія Улупинар розпочала свою діяльність завдяки пожертвуві — майбутньому дослідницькому центру подарували телескоп з діаметром об'єктива 40 см. Сьогодні обсерваторія має у своєму розпорядженні сім телескопів, а в її штаті працюють три десятки вчених. Серед основного наукового обладнання обсерваторії Улупинар є три оптичні телескопи з комп'ютерним керуванням і кілька інших інструментів, включаючи один з найбільших телескопів Туреччини з діаметром об'єктива 1,22 м. При обсерваторії діє також автоматична метеорологічна станція, яка використовується для планування астрономічних досліджень.

## Телескопи
Телескопи, які має обсерваторія включають:
- телескоп системи Несміта «ASTELCO 122 cm» з фокусною відстанню в 10220 мм і відносним отвором об'єктива f / 10;
- телескоп IST-60 системи Кассегрена[en], створений у співпраці зі Стамбульським університетом, з фокусною відстанню в 6000 мм та відносним отвором об'єктива f/8;
- телескоп Т-40 (системи Шмідта-Кассегрена, модель Meade LX200) з діаметром 410 мм, фокусною відстанню 4064 мм і відносним отвором об'єктива f/10;
- два телескопи Т-30, в цілому аналогічні Т-40, але з меншим діаметром (300 мм) та фокусною відстанню (3048 мм);
- телескоп T-20 системи Ньютона з діаметром 200 мм і відносним отвором об'єктива f/10 для аматорських спостережень.